# Gianni Crea
Gianni Crea (* 4. Januar 1938 in Siderno, Reggio Calabria) ist ein ehemaliger italienischer Filmregisseur und Drehbuchautor.

## Leben
Crea schloss zunächst mit einem Diplom als Geodät ab, bevor er sich dem Film zuwandte. Er studierte bei der C.I.A.C., volontierte bei Roberto Rossellini und war Regieassistent bei Gianni Puccini. Nach einigen Kurzfilmen drehte er Anfang der 1970er Jahre u. a. etliche Italowestern, die aufgrund der sehr preisgünstigen Produktionsumstände als zu den schlechtesten Filmen dieser Gattung gehörend angesehen werden und teilweise nur regionale Distribution erhielten.

## Filme (Auswahl)
- 1969: La legge della violenza
- 1971: Unerbittlich bis ins Grab (Se t'incontro t'ammazzo)
- 1972: Der Ritt zur Hölle (I sette del gruppo selvaggio) (UA 1974)
- 1972: Il magnifico West
- 1973: Crow (…E il terzo giorno arrivo il Corvo)
- 1977: Un uomo e tanto orgoglio
- 1978: Non sparate sui bambini
- 1981: Pè sempe
- 1984: Liberate Emanuela